# Stazione meteorologica di Alessandria
La stazione meteorologica di Alessandria è la stazione meteorologica di riferimento relativa alla città di Alessandria.

## Coordinate geografiche
La stazione meteo si trova nell'Italia nord-occidentale, in Piemonte, nel comune di Alessandria, a 98 metri s.l.m. e alle coordinate geografiche 44°54′N 8°37′E.

## Dati climatologici
In base alla media trentennale di riferimento 1961-1990, la temperatura media del mese più freddo, gennaio, si attesta a +0,4 °C; quella del mese più caldo, luglio, è di +24,0 °C.
Le precipitazioni medie annue si aggirano sui 600 mm, mediamente distribuite in 66 giorni, e presentano un minimo in estate ed un minimo secondario in inverno, un picco autunnale e massimo secondario in primavera .
| Alessandria         | Mesi | Mesi | Mesi | Mesi | Mesi | Mesi | Mesi | Mesi | Mesi | Mesi | Mesi | Mesi | Stagioni | Stagioni | Stagioni | Stagioni | Anno |
| Alessandria         | Gen  | Feb  | Mar  | Apr  | Mag  | Giu  | Lug  | Ago  | Set  | Ott  | Nov  | Dic  | Inv      | Pri      | Est      | Aut      | Anno |
| ------------------- | ---- | ---- | ---- | ---- | ---- | ---- | ---- | ---- | ---- | ---- | ---- | ---- | -------- | -------- | -------- | -------- | ---- |
| T. max. media (°C)  | 3,2  | 6,6  | 12,6 | 17,6 | 22,4 | 26,7 | 29,5 | 28,6 | 24,1 | 16,9 | 9,4  | 4,4  | 4,7      | 17,5     | 28,3     | 16,8     | 16,8 |
| T. min. media (°C)  | −2,4 | −0,6 | 3,7  | 8,0  | 12,4 | 16,2 | 18,5 | 17,9 | 14,5 | 9,3  | 3,9  | −0,4 | −1,1     | 8,0      | 17,5     | 9,2      | 8,4  |
| Precipitazioni (mm) | 38   | 37   | 54   | 64   | 60   | 47   | 32   | 36   | 43   | 74   | 72   | 46   | 121      | 178      | 115      | 189      | 603  |
| Giorni di pioggia   | 5    | 5    | 6    | 7    | 7    | 5    | 4    | 4    | 4    | 6    | 7    | 6    | 16       | 20       | 13       | 17       | 66   |